# Duff (Familienname)
Duff ist ein Familienname.

## Namensträger

### Herrscher
- Duff (962–967), König von Schottland, siehe Dubh

### A
- Alan Duff (* 1950), neuseeländischer Schriftsteller
- Alexander Duff (Geistlicher) (1806–1878), schottischer Geistlicher
- Alexander Duff, 1. Duke of Fife (1849–1912), britischer Adliger
- Alexander Duff, 3. Earl Fife, britischer Adliger
- Alexandra Duff, 2. Duchess of Fife (1891–1959), britische Prinzessin
- Alison Duff (1914–2000), neuseeländische Bildhauerin, Keramikerin und Kunstpädagogin
- Amanda Duff (1914–2006), US-amerikanische Schauspielerin
- Andrew Duff (* 1950), britischer Politiker
- Anne-Marie Duff (* 1970), britische Schauspielerin
- Anthony Duff, britischer Geheimdienstler
- Arlie Duff (1924–1996), US-amerikanischer Country-Musiker
- Arthur Antony Duff (1920–2000), britischer Diplomat
- Arthur Cuninghame Grant Duff (1861–1948), britischer Diplomat

### B
- Beauchamp Duff (1855–1918), britischer General, Oberbefehlshaber in Indien
- Benjamin Duff, 5. Baronet, britischer Adliger
- Bob Duff (1925–2006), neuseeländischer Rugby-Union-Spieler

### C
- Charles Duff (1894–1966), irisch-britischer Schriftsteller
- Cloyd Duff (1915–2000), US-amerikanischer Paukist
- Cosmo Duff-Gordon (1862–1931), britischer Sportfechter und Großgrundbesitzer

### D
- Damien Duff (* 1979), irischer Fußballspieler
- Denice Duff (* 1965), US-amerikanische Schauspielerin
- Dick Duff (* 1936), kanadischer Eishockeyspieler

### E
- Edwin Duff (1928–2012), australischer Pop- und Jazzsänger
- Evelyn Mountstuart Grant Duff (1863–1926), britischer Botschafter

### F
- Frank Duff (1889–1980), irischer Laiengeistlicher

### G
- George Duff (Offizier) (1764–1805), britischer Offizier
- George Duff (Mathematiker) (1926–2001), kanadischer Mathematiker
- George Duff-Sutherland-Dunbar, britischer Adliger
- George Cospatrick Duff-Sutherland-Dunbar, britischer Adliger

### H
- Haylie Duff (* 1985), US-amerikanische Schauspielerin
- Hilary Duff (* 1987), US-amerikanische Schauspielerin
- Howard Duff (1913–1990), US-amerikanischer Schauspieler

### J
- Jamal Duff (* 1972), US-amerikanischer Schauspieler und Footballspieler
- James Duff, 2. Earl Fife (1729–1809), britischer Adliger
- James Duff, 4. Earl Fife (1776–1857), britischer Adliger
- James Duff, 5. Earl Fife (1814–1879), britischer Adliger
- James Duff (Drehbuchautor) (* 1955), US-amerikanischer Drehbuchautor
- James Duff Duff (1860–1940), britischer Übersetzer und Klassischer Philologe
- James Fitzjames Duff (1898–1970), britischer Erziehungswissenschaftler
- James Grant Duff (1789–1858), britischer Offizier
- James H. Duff (1883–1969), US-amerikanischer Politiker
- Jason Duff (* 1972), australischer Feldhockeyspieler
- John Duff (Rennfahrer) (1895–1958), kanadischer Automobilrennfahrer
- John Duff (Bildhauer) (* 1943), amerikanischer Bildhauer
- John Wight Duff (1866–1944), britischer Klassischer Philologe

### L
- Lucie, Lady Duff-Gordon (1821–1869), britische Autorin
- Lucy Christiana Duff Gordon (1863–1935), britische Modedesignerin
- Lyman Poore Duff (1865–1955), kanadischer Jurist

### M
- Maud Duff, Countess of Southesk (1893–1945), britische Prinzessin
- Michael Duff, 3. Baronet (1907–1980), britischer Staatsmann
- Michael Duff (Physiker) (* 1949), britischer Physiker
- Michael Duff (Fußballspieler) (* 1978), nordirischer Fußballspieler und -trainer
- Mickey Duff (1929–2014), britischer Boxpromoter
- Mike Duff (* 1939), kanadischer Motorradrennfahrer
- Mountstuart Elphinstone Grant Duff (1829–1906), schottischer Politiker (u. a. Gouverneur von Madras) und Autor

### N
- Neil Duff (* 1972), nordirischer Dartspieler
- Norwich Duff (1792–1862), britischer Admiral

### P
- Peggy Duff (1910–1981), britische Politikerin
- Peter Duff, schottischer Rechtswissenschaftler

### R
- Reggie Duff, australischer Cricketspieler
- Robert Duff (Admiral) (1721–1787), britischer Marineoffizier und Kolonialgouverneur
- Robert Duff (Politiker) (1835–1895), schottischer Politiker, Gouverneur von New South Wales
- Roger Duff (1912–1978), neuseeländischer Ethnologe und Museumsdirektor

### S
- Shiela Grant Duff (1913–2004), britische Widerstandskämpferin und Autorin
- Stuart Duff (* 1982), schottischer Fußballspieler

### T
- Tom Duff (* 1952), kanadischer Informatiker

### W
- Warren Duff (1904–1973), US-amerikanischer Drehbuchautor und Produzent
- William Duff, 1. Earl Fife, britischer Adliger